# Square Jules-Chéret
Pour les articles homonymes, voir Chéret.
Le square Jules-Chéret est une voie du 20e arrondissement de Paris, en France.

## Situation et accès

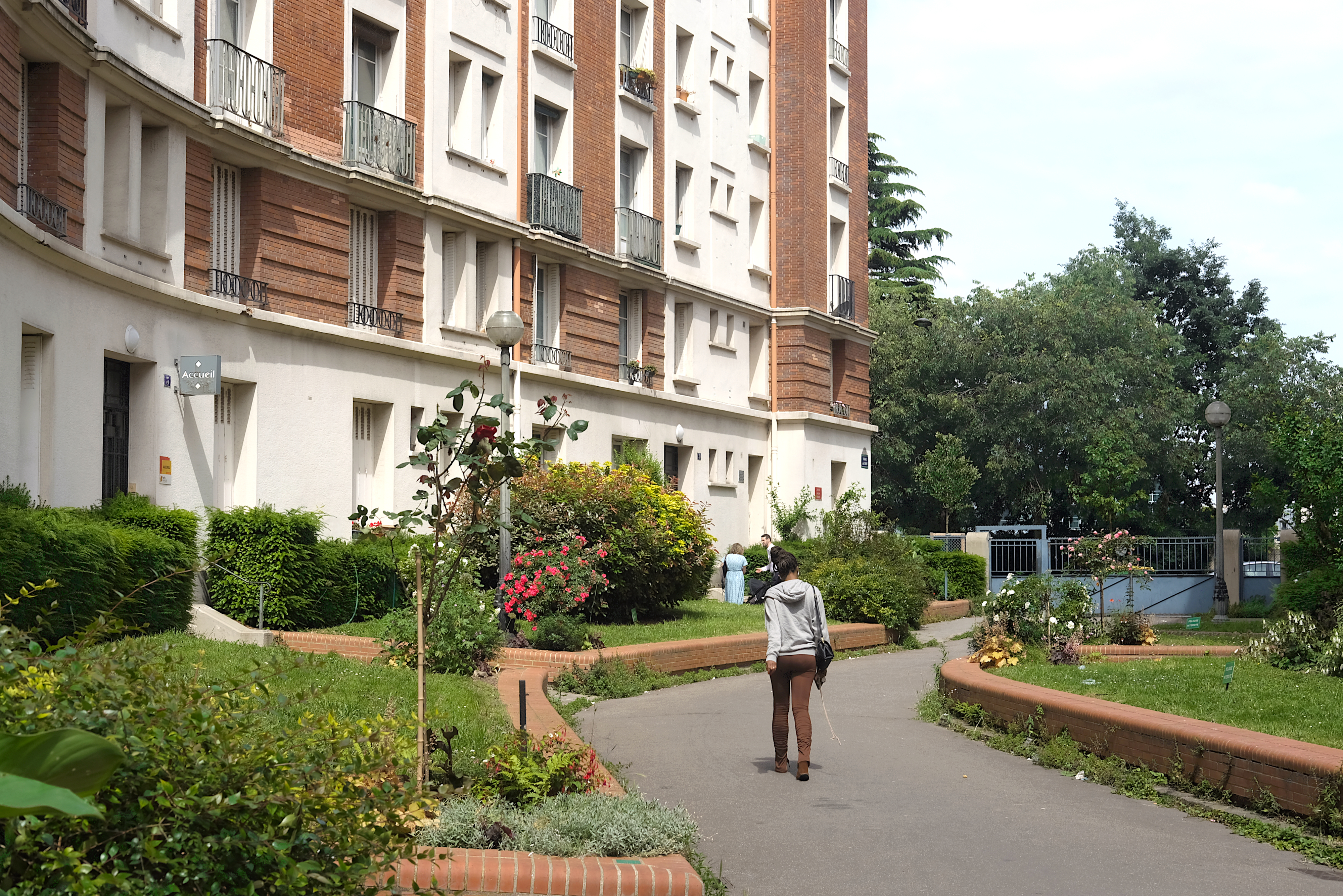
Un jardin fleuri.

Le square Jules-Chéret est une voie privée située dans le 20e arrondissement de Paris. Il débute au 11, rue Mendelssohn et se termine au 9, rue des Docteurs-Déjérine.

## Origine du nom
Le square rend hommage au peintre et lithographe français Jules Chéret (1836-1932).

## Historique
La voie a été ouverte en 1934 sur l'emplacement du bastion no 12 de l'enceinte de Thiers et a pris sa dénomination actuelle l'année suivante.